# Trichosilia nigrita
Trichosilia nigrita är en fjärilsart som beskrevs av Ludwig Carl Friedrich Graeser 1892. Trichosilia nigrita ingår i släktet Trichosilia och familjen nattflyn. Inga underarter finns listade i Catalogue of Life.